# Мир (фотоаппарат)
Мир — советский дальномерный фотоаппарат, выпускался Красногорским механическим заводом с 1959 по 1961 год.
«Мир» — упрощённая модификация фотоаппарата «Зоркий-4», отличался фотографическим затвором с уменьшенным диапазоном выдержек.
Фотоаппаратов «Мир» было выпущено 156.229 шт.

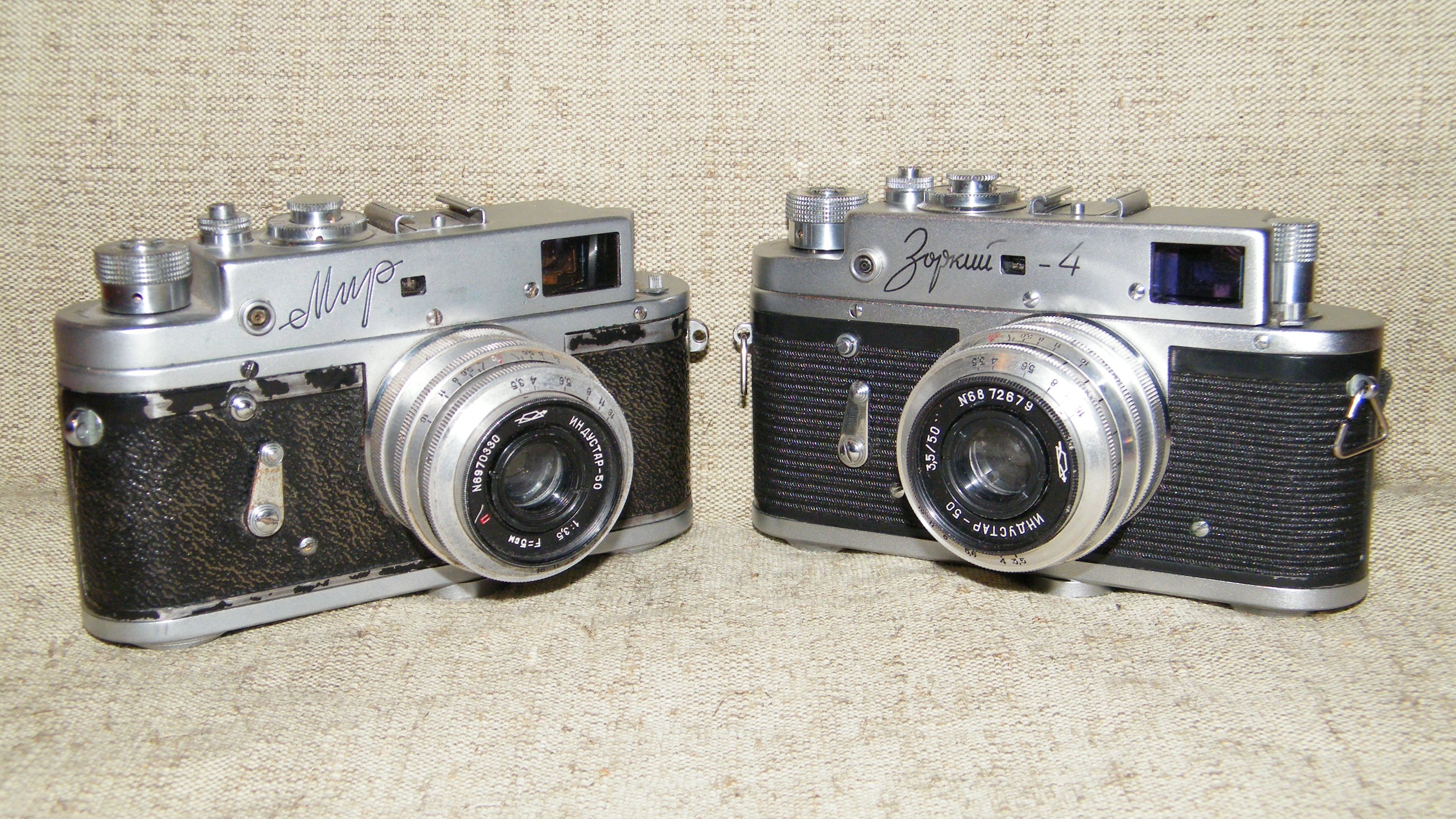
«Мир» и «Зоркий-4»

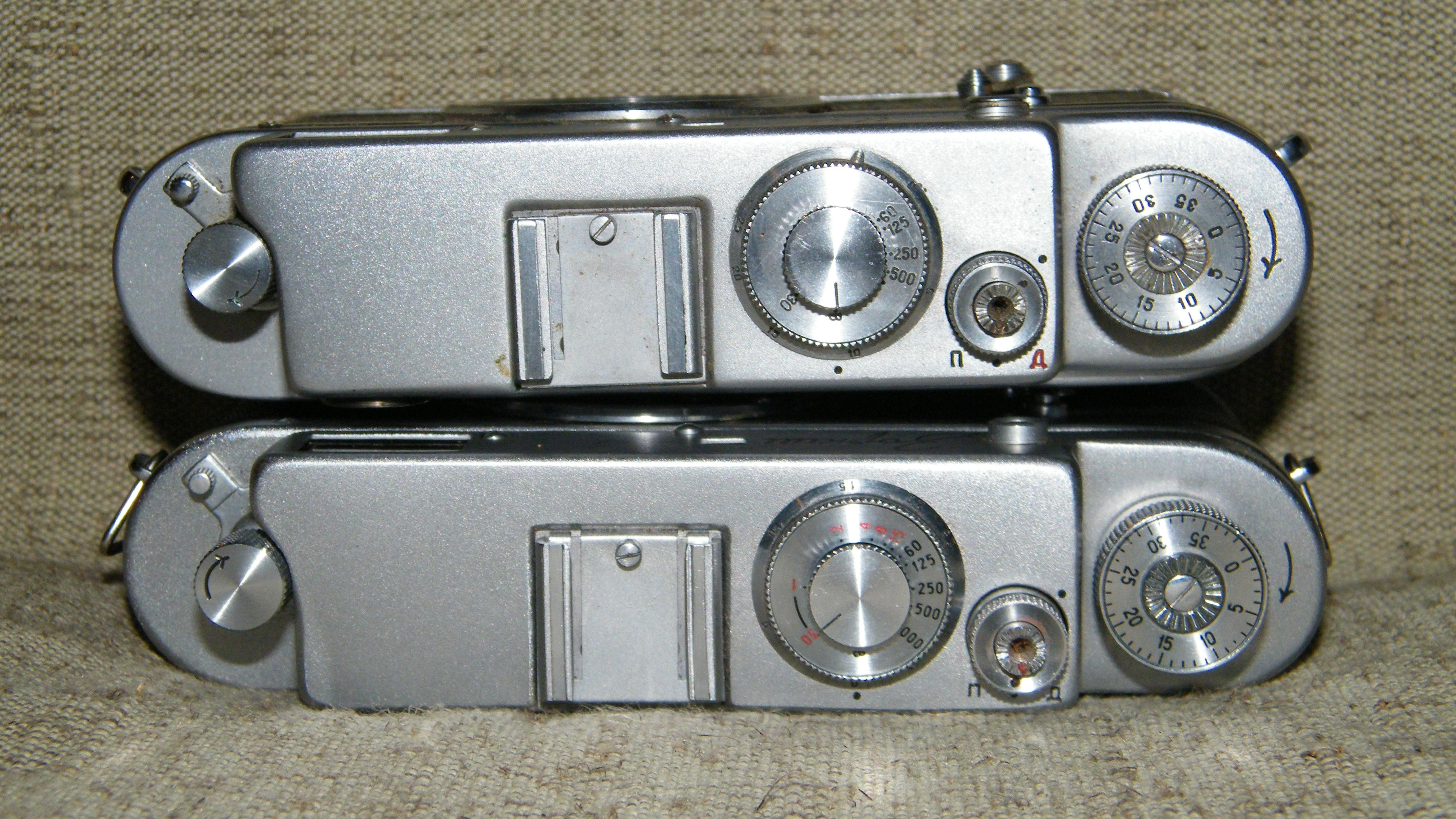
«Мир» (вверху) и «Зоркий-4» (внизу), вид на верхнюю панель

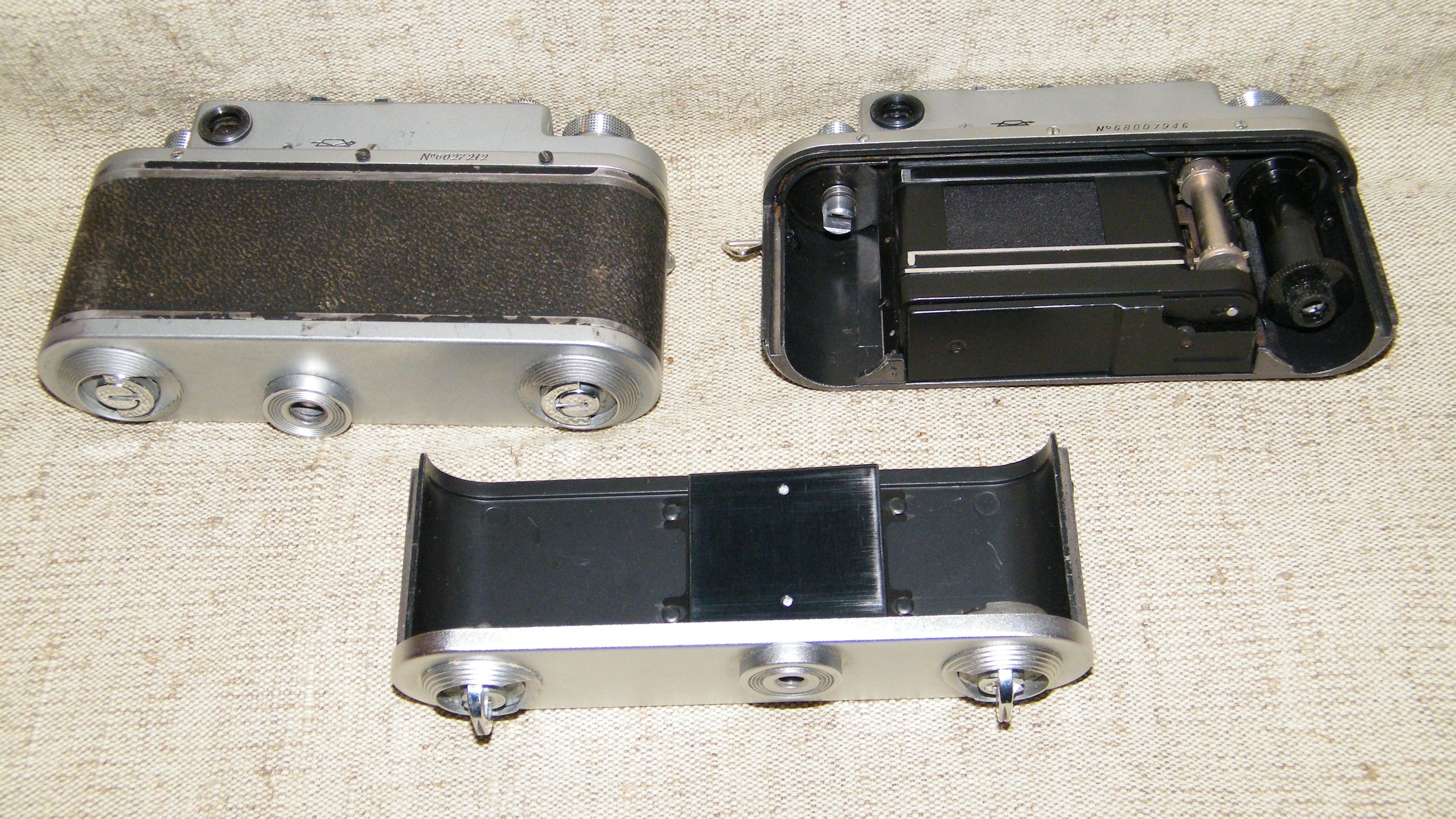
«Мир» (слева) и «Зоркий-4» со снятой задней стенкой

## Технические характеристики
- Тип применяемого фотоматериала — перфорированная фотокиноплёнка шириной 35 мм (фотоплёнка типа 135) в стандартных кассетах. Возможно применение двухцилиндровых кассет с раздвижной щелью.
- Размер кадра — 24×36 мм.
- Корпус — литой из алюминиевого сплава, со съёмной задней стенкой.
- Барабанный взвод затвора и перемотки плёнки.
- Фотографический затвор шторный, с горизонтальным движением матерчатых шторок.
- Штатный объектив — «Индустар-50» 3,5/50 или (редко) «Юпитер-8» 2/50. Крепление — резьбовое соединение M39×1/28,8.
- Дальномер с базой 38 мм.
- Видоискатель с диоптрийной коррекцией, совмещён с дальномером, увеличение окуляра 0,6×.
- Диапазон выдержек от 1/500 сек до 1/30 сек и «В».
- Обойма для крепления сменного видоискателя и фотовспышки. Кабельный синхроконтакт с регулируемым временем упреждения.
- Механический автоспуск.
- Резьба штативного гнезда — 3/8 дюйма.